# Wilczogóra (gmina)
Wilczogóra (za II RP Wilcza Góra; od 1973 Wilczyn) – dawna gmina wiejska istniejąca do 1954 roku w woj. łódzkim i poznańskim. Siedzibą władz gminy była Wilczogóra (początkowo jako Wilcza Góra).
Za Królestwa Polskiego gmina Wilcza-Góra należała do powiatu słupeckiego w guberni kaliskiej. 19 maja?/31 maja 1870 do gminy przyłączono pozbawiony praw miejskich Wilczyn.
W okresie międzywojennym gmina Wilcza Góra należała do (utworzonego w 1919 roku) powiatu słupeckiego w woj. łódzkim. W związku ze zlikwidowaniem powiatu słupeckiego 1 kwietnia 1932 roku gmina weszła w skład powiatu konińskiego w tymże województwie. 1 kwietnia 1938 roku gminę wraz z całym powiatem konińskim przeniesiono do woj. poznańskiego.
Po wojnie gmina zachowała przynależność administracyjną. 1 lipca 1952 roku gmina składała się z 17 gromad: Biela, Cegielnia, Dębówiec, Gogolina, Góry, Kaliska, Kopydłowo, Kownaty, Marszewo, Ościsłowo, Świętne, Wielkopole, Wilczogóra, Wilczyn, Wiśniewa, Wturek i Zygmuntowo.
Jednostka została zniesiona 29 września 1954 roku wraz z reformą wprowadzającą gromady w miejsce gmin. Po reaktywowaniu gmin 1 stycznia 1973 roku gminy Wilczogóra nie przywrócono, utworzono natomiast jej terytorialny odpowiednik, gminę Wilczyn w tym samym powiecie i województwie